# ANKRD13C
ANKRD13C‏ (Ankyrin repeat domain 13C) هوَ بروتين يُشَفر بواسطة جين ANKRD13C في الإنسان.